# Бордей (парк)
„Бордей“ (на румънски: Parcul Bordei) е парк в Северен Букурещ.
Теренът, където е разположен паркът (който включва и езерото Бордей и е с площ от около 0,13 квадратни километра) е закупен от община Букурещ през 1932 за 16 милиона леи (110 000 долара по това време). Паркът е открит официално през 1938 от крал Карол II.
Паркът е публична собственост до септември 2003 г., когато общинският съвет на Букурещ обявява парка за частен парцел на общината, а по-късно го дава на местен инвеститор, който смята да го застрои. През юни 2008 г. съдбата на парка все още е под въпрос.